# وادي ذرحا
وادي ذرحا (بضم الذال وفتح الراء والحاء) هو واد في تهامة بلقرن تسيل مياهه من جبال ثميدة باتجاه الغرب حتى يرفد وادي قنونا جنوبي قرية الحواري، وعليه عدد من البيوت المتناثرة لقبيلة بلحارث بلقرن.